# مطموط عارضي المنقار
مطموط عارضي المنقار (الاسم العلمي: Electron carinatum) (بالإنجليزية: Keel-billed Motmot)‏ هو نوع من الطيور يتبع جنس مطموط الكترون من الفصيلة المطموطية.